# Bloch: Ein krankes Herz
Ein krankes Herz ist ein deutscher Fernsehfilm von Michael Hammon aus dem Jahr 2005. Es handelt sich um die siebte Episode der Fernsehreihe Bloch.

## Handlung
Dr. Maximilian Blochs Ex-Frau Hanna meldet sich Jahre nach ihrer Trennung bei deren gemeinsamer Tochter Leonie. Hanna hat die Trennung zu Bloch und Tochter Leonie nie verkraftet und sogar einen Selbstmordversuch überlebt. Zudem leidet sie an einer Wahnvorstellung, bei der sie zwischenzeitlich glaubt, noch mit Bloch zusammen zu sein. Um seiner ehemaligen Frau zu helfen, muss sich Bloch mit seiner eigenen Vergangenheit auseinandersetzen.

## Produktion
Ein krankes Herz wurde vom 24. August 2004 bis zum 30. September 2004 in Köln und Umgebung gedreht und am 9. März 2005 im Rahmen der ARD-Reihe „FilmMittwoch im Ersten“ um 20:15 Uhr erstausgestrahlt.

## Kritik
Die Kritiker der Fernsehzeitschrift TV Spielfilm vergaben dem Film die bestmögliche Wertung, sie fanden „Die ruhige Inszenierung kann sich ganz und gar auf das starke Drehbuch […] und glänzende Darsteller verlassen.“ Sie konstatierten daher: „Ein Highlight der Reihe, das ans Herz geht“.